# Clivus Argentarius
Le Clivus Argentarius est une rue pavée antique  de Rome qui montait à mi-hauteur des pentes de la colline du Capitole, derrière le Forum de César. Le nom actuel remonte au Moyen Âge, l'ancien était probablement clivus Lautumiarum.

## Description
Un tronçon pavé est conservé, qui part de la place devant la prison Tulliano, juste à l'extérieur de la zone archéologique du Forum Romain et atteint l'entrée du Musée du Risorgimento, derrière le Monument à Victor-Emmanuel II.
En correspondance avec la façade actuelle du musée, sont conservées une série de niches en briques qui devaient peut-être appartenir à une série de terrasses de ce côté de la colline. Dans la zone immédiatement en face, des traces de murs en blocs de tuf de Grotta Oscura sont conservées dans le revêtement routier moderne, qui devait appartenir à la muraille servienne et peut-être à la Porta Fontinalis.
Le tronçon qui court immédiatement en amont du Forum de César, en pente, conserve l'ancien pavage et les traces des salles en briques qui le flanquaient : celles en aval forment un deuxième étage au-dessus des taberne ouvertes au bas des arcades de la piazza del Foro, surélevé avec les remodelages de l'époque de Trajan et comprenant également une grande latrine semi-circulaire.